# Мугезле-Елга
 Мугезле-Елга  — деревня в Альметьевском районе Татарстана. Входит в состав Старомихайловского сельского поселения.

## География
Находится в юго-восточной части Татарстана на расстоянии приблизительно 16 км на северо-восток по прямой от районного центра города Альметьевск.

## История
Основана в 1920-х годах.

## Население
Постоянных жителей было: в 1926 — 68, в 1938—159, в 1949—184, в 1958—137, в 1970—201, в 1979—127, в 1989 — 74, в 2002 — 60 (татары 95 %), 38 в 2010.